# Satellite Award per la miglior canzone originale
Il Satellite Award per la miglior canzone originale è un riconoscimento annuale dei Satellite Awards, consegnato dall'International Press Academy.

## Vincitori e candidati
I vincitori sono indicati in grassetto.

### Anni 1990
1997
- You Must Love Me eseguita da Madonna - Evita
- God Give Me Strength eseguita da Kristen Vigard - La grazia nel cuore (Grace of My Heart)
- Kissing You eseguita Des'ree - Romeo + Giulietta di William Shakespeare (Romeo + Juliet)
- That Thing You Do eseguita dai The Wonders - Music Graffiti (That Thing You Do!)
- Walls eseguita da Tom Petty - Il senso dell'amore (She's the One)

1998
- My Heart Will Go On eseguita da Céline Dion - Titanic
- Journey to the Past - Anastasia
- Once Upon a December - Anastasia
- A Song for Mama - Soul Food - I sapori della vita (Soul Food)
- Tomorrow Never Dies - Agente 007 - Il domani non muore mai (Tomorrow Never Dies)

1999
- I Don't Want to Miss a Thing eseguita dagli Aerosmith - Armageddon - Giudizio finale (Armageddon)
- Anyone at All - C'è posta per te (You've Got Mail)
- The Flame Still Burns - Still Crazy
- That'll Do - Babe va in città (Babe: Pig in the City)
- When You Believe - Il principe d'Egitto (The Prince of Egypt)

### Anni 2000
2000
- When She Loved Me, eseguita da Sarah McLachlan - Toy Story 2
- Get Lost - Storia di noi due (The Story of Us)
- Mountain Town - South Park: il film - Più grosso, più lungo & tutto intero (South Park: Bigger Longer & Uncut)
- Save Me - Magnolia
- Still - Dogma
- The World Is Not Enough - Agente 007 - Il mondo non basta (The World Is Not Enough)

2001
- I've Seen It All eseguita da Björk - Dancer in the Dark
- A Fool In Love - Ti presento i miei (Meet the Parents)
- My Funny Friend and Me - Le follie dell'imperatore (The Emperor's New Groove)
- Things Have Changed - Wonder Boys
- Yours Forever - La tempesta perfetta (The Perfect Storm)

2002
- All Love Can Be eseguita da Charlotte Church - A Beautiful Mind
- Come What May - Moulin Rouge!
- There You'll Be - Pearl Harbor
- Vanilla Sky - Vanilla Sky
- I Fall Apart - Vanilla Sky

2003
- Something to Talk About eseguita da Badly Drawn Boy - About a Boy - Un ragazzo (About a Boy)
- 8 Mile - 8 Mile (8 Mile)
- Die Another Day - La morte può attendere (Die Another Day)
- Girl On the Roof - Maial College (Van Wilder)
- Love Is a Crime - Chicago
- Work It Out - Austin Powers in Goldmember (Austin Powers in Goldmember)

2004
- Siente mi amor - C'era una volta in Messico (Once Upon a Time in Mexico)
- Cross the Green Mountain - Gods and Generals
- Great Spirits - Koda, fratello orso (Brother Bear)
- The Heart of Every Girl - Mona Lisa Smile
- How Shall I See You Through My Tears - Camp
- A Kiss at the End of the Rainbow - A Mighty Wind - Amici per la musica (A Mighty Wind)

2005 (gennaio)
- Million Voices scritta da Jerry Duplessis, Andrea Guerra e Wyclef Jean - Hotel Rwanda
- Believe scritta da Glen Ballard e Alan Silvestri - Polar Express (The Polar Express)
- Blind Leading the Blind scritta da Mick Jagger e David A. Stewart - Alfie
- The Book of Love scritta da Stephen Merritt - Shall We Dance?
- Learn to Be Lonely scritta Andrew Lloyd Weber - Il fantasma dell'Opera (The Phantom of the Opera)
- Shine Your Light scritta da Robbie Robertson - Squadra 49 (Ladder 49)

2005 (dicembre)
- A Love That Will Never Grow Old eseguita da Emmylou Harris - I segreti di Brokeback Mountain (Brokeback Mountain)
- In the Deep eseguita da Bird York - Crash - Contatto fisico (Crash)
- Hustler's Ambition eseguita da 50 Cent - Get Rich or Die Tryin' (Get Rich or Die Tryin')
- Magic Works - Harry Potter e il calice di fuoco (Harry Potter and the Goblet of Fire)
- Broken - Kiss Kiss Bang Bang

2006
- You Know My Name eseguita da Chris Cornell - Agente 007 - Casinò Royale (Casino Royale)
- Listen - Dreamgirls
- Love You I Do - Dreamgirls
- Never Let Go - The Guardian - Salvataggio in mare (The Guardian)
- Till the End of Time - Little Miss Sunshine
- Upside Down - Curioso come George (Curious George)

2007
- Grace is Gone scritta da Clint Eastwood e Carole Bayer Sager – Grace Is Gone
- Come So Far scritta Marc Shaiman – Hairspray - Grasso è bello (Hairspray)
- Do You Feel Me scritta da Diane Warren – American Gangster
- If You Want Me scritta da Glen Hansard e Marketa Irglova – Once (Una volta) (Once)
- Lyra scritta da Kate Bush – La bussola d'oro (The Golden Compass)
- Rise scritta da Eddie Vedder – Into the Wild - Nelle terre selvagge (Into the Wild)

2008
- Another Way to Die - Quantum of Solace
- By the Boab Tree - Australia
- If the World - Nessuna verità (Body of Lies)
- Jai Ho - The Millionaire (Slumdog Millionaire)
- Down to Earth - WALL•E
- The Wrestler - The Wrestler

2009
- Weary Kind - Crazy Heart - T-Bone Burnett
- Almost There - La principessa e il ranocchio (The Princess and the Frog) - Randy Newman
- Down in New Orleans - La principessa e il ranocchio (The Princess and the Frog) - Randy Newman
- Cinema Italiano - Nine - Maury Yeston
- We are the Children of the World - Parnassus - L'uomo che voleva ingannare il diavolo (The Imaginarium of Doctor Parnassus) - Terry Gilliam
- I Can See in Color - Precious - Mary J. Blige

### Anni 2010
2010
- You Haven't Seen the Last Of Me - Cher (Dianne Warren) - Burlesque
- If I Rise - Dido e A.R. Rahman (Dido, Rolo Armstrong, A.R. Rahman) - 127 ore (127 Hours)
- Alice - Avril Lavigne (Avril Lavigne) - Alice in Wonderland
- Country Strong - Gwyneth Paltrow (Jennifer Hanson, Tony Martin, Mark Nesler) - Country Strong
- What Part of Forever - Cee Lo Green (Cee Lo Green, Oh Hush, Rob Kleiner) - The Twilight Saga: Eclipse
- Eclipse (All Yours) - Metric (Howard Shore, Emily Haines, Jimmy Shaw) - The Twilight Saga: Eclipse

2011
- Lay Your Head Down - Albert Nobbs
- Man Or Muppet - I Muppet (The Muppets)
- Gathering Stories - La mia vita è uno zoo (We Bought A Zoo)
- Hello Hello - Gnomeo e Giulietta (Gnomeo & Juliet)
- Life Is A Happy Song - I Muppet (The Muppets)
- Bridge Of Light - Happy Feet 2

2012
- Suddenly - Les Misérables
- Learn Me Right - Ribelle - The Brave (Brave)
- Still Alive - Still Alive
- Skyfall - Skyfall
- Fire in the Blood/Snake Song - Lawless
- Love Always Comes as a Surprise - Madagascar 3 - Ricercati in Europa (Madagascar 3: Europe's Most Wanted)

2014
- Young and Beautiful - Il grande Gatsby (The Great Gatsby)
- Let It Go - Frozen - Il regno di ghiaccio (Frozen)
- I See Fire - Lo Hobbit - La desolazione di Smaug (The Hobbit: The Desolation of Smaug)
- So You Know What It's Like - Short Term 12
- Happy - Cattivissimo me 2 (Despicable Me 2)
- Please Mr. Kennedy - A proposito di Davis (Inside Llewyn Davis)

2015
- We Will Not Go - Virunga
- Everything is Awesome - The LEGO Movie
- I'm Not Gonna Miss You - Glen Campbell: I'll Be Me
- Split the Difference - Boyhood
- I'll Get What You Want - Muppets 2 - Ricercati (Muppets Most Wanted)
- What Is Love - Rio 2

2016
- Til It Happens to You - The Hunting Ground
- Writing's on the Wall - Spectre
- See You Again - Fast & Furious 7 (Furious 7)
- One Kind of Love - Love & Mercy
- Love Me like You Do - Cinquanta sfumature di grigio (Fifty Shades of Grey)
- Cold One - Dove eravamo rimasti (Ricki and the Flash)

2017
- City of Stars – La La Land
- Audition  – La La Land
- Can't Stop the Feeling! – Trolls
- Dancing With Your Shadow – Po
- I'm Still Here – Miss Sharon Jones!
- Running – Il diritto di contare (Hidden Figures)

2018
- Stand Up for Something – Marcia per la libertà (Marshall)
- I Don't Wanna Live Forever – Cinquanta sfumature di nero (Fifty Shades Darker)
- It Ain't Fair – Detroit
- Prayers for This World – Cries from Syria
- The Promise – The Promise
- Truth to Power – Una scomoda verità 2 (An Inconvenient Sequel: Truth to Power)

2019
- Shallow – A Star Is Born
- Can You Imagine That? – Il ritorno di Mary Poppins (Mary Poppins Returns)
- All the Stars – Black Panther
- Requiem for a Private War – A Private War
- Revelation – Boy Erased - Vite cancellate (Boy Erased)
- Strawberries & Cigarettes – Tuo, Simon (Love, Simon)

### Anni 2020
2020
- (I'm Gonna) Love Me Again – Rocketman
- The Ballade of the Lonesome Cowboy – Toy Story 4
- Don't Call Me Angel – Charlie's Angels
- Into the Unknown – Frozen II - Il segreto di Arendelle (Frozen II)
- Spirit – Il re leone (The Lion King)
- Swan Song – Alita - Angelo della battaglia (Alita: Battle Angel)

2021
- Io sì (Seen) – La vita davanti a sé
- Everybody Cries – The Outpost
- Hear My Voice – Il processo ai Chicago 7 (The Trial of the Chicago 7)
- The Other Side – Trolls World Tour
- Rocket to the Moon – Over the Moon - Il fantastico mondo di Lunaria (Over the Moon)
- Speak Now – Quella notte a Miami... (One Night in Miami...)

2022
- Colombia, Mi Encanto - Encanto
- Be Alive - Una famiglia vincente - King Richard (King Richard)
- Beyond the Shore - CODA - I segni del cuore (CODA)
- Down to Joy - Belfast
- Here I Am (Singing My Way Home) - Respect
- No Time To Die - No Time to Die

2023
- Hold My Hand - Top Gun: Maverick
- Applause - Tell It Like a Woman
- Carolina - La ragazza della palude (Where the Crawdads Sing)
- Lift Me Up - Black Panther: Wakanda Forever
- Naatu Naatu - RRR
- Vegas - Elvis

2024
- What Was I Made For? - Barbie
- The Fire Inside - Flamin' Hot
- I'm Just Ken - Barbie
- It Never Went Away  - American Symphony
- Peaches - Super Mario Bros. - Il film (The Super Mario Bros. Movie)
- Road to Freedom  - Rustin